# Hicksville (Ohio)
Hicksville és una població dels Estats Units a l'estat d'Ohio. Segons el cens del 2000 tenia 3.649 habitants.

## Demografia
Segons el cens del 2000, Hicksville tenia 3.649 habitants, 1.476 habitatges, i 957 famílies. La densitat de població era de 559,1 habitants per km².
Dels 1.476 habitatges en un 32,9% hi vivien nens de menys de 18 anys, en un 49,9% hi vivien parelles casades, en un 10,4% dones solteres, i en un 35,1% no eren unitats familiars. En el 29,9% dels habitatges hi vivien persones soles el 13,5% de les quals corresponia a persones de 65 anys o més que vivien soles. El nombre mitjà de persones vivint en cada habitatge era de 2,43 i el nombre mitjà de persones que vivien en cada família era de 3,03.
Per edats la població es repartia de la següent manera: un 27,3% tenia menys de 18 anys, un 8,7% entre 18 i 24, un 28,3% entre 25 i 44, un 19,8% de 45 a 60 i un 15,9% 65 anys o més.
L'edat mediana era de 35 anys. Per cada 100 dones de 18 o més anys hi havia 88,2 homes.
La renda mediana per habitatge era de 39.459 $ i la renda mediana per família de 43.571 $. Els homes tenien una renda mediana de 32.066 $ mentre que les dones 22.413 $. La renda per capita de la població era de 17.385 $. Aproximadament el 2,1% de les famílies i el 3,2% de la població estaven per davall del llindar de pobresa.

## Poblacions més properes
El següent diagrama mostra les poblacions més properes.